# Cijalingan
Cijalingan is een bestuurslaag in het regentschap Sukabumi van de provincie West-Java, Indonesië. Cijalingan telt 7236 inwoners (volkstelling 2010).